# Сульпициане

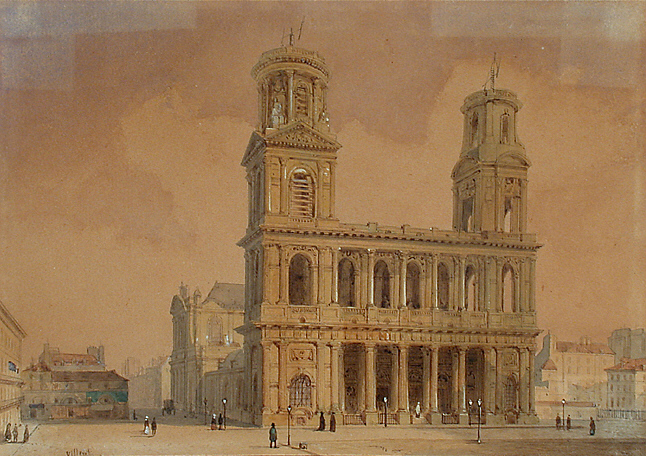
Церковь Святого Сульпиция в Париже

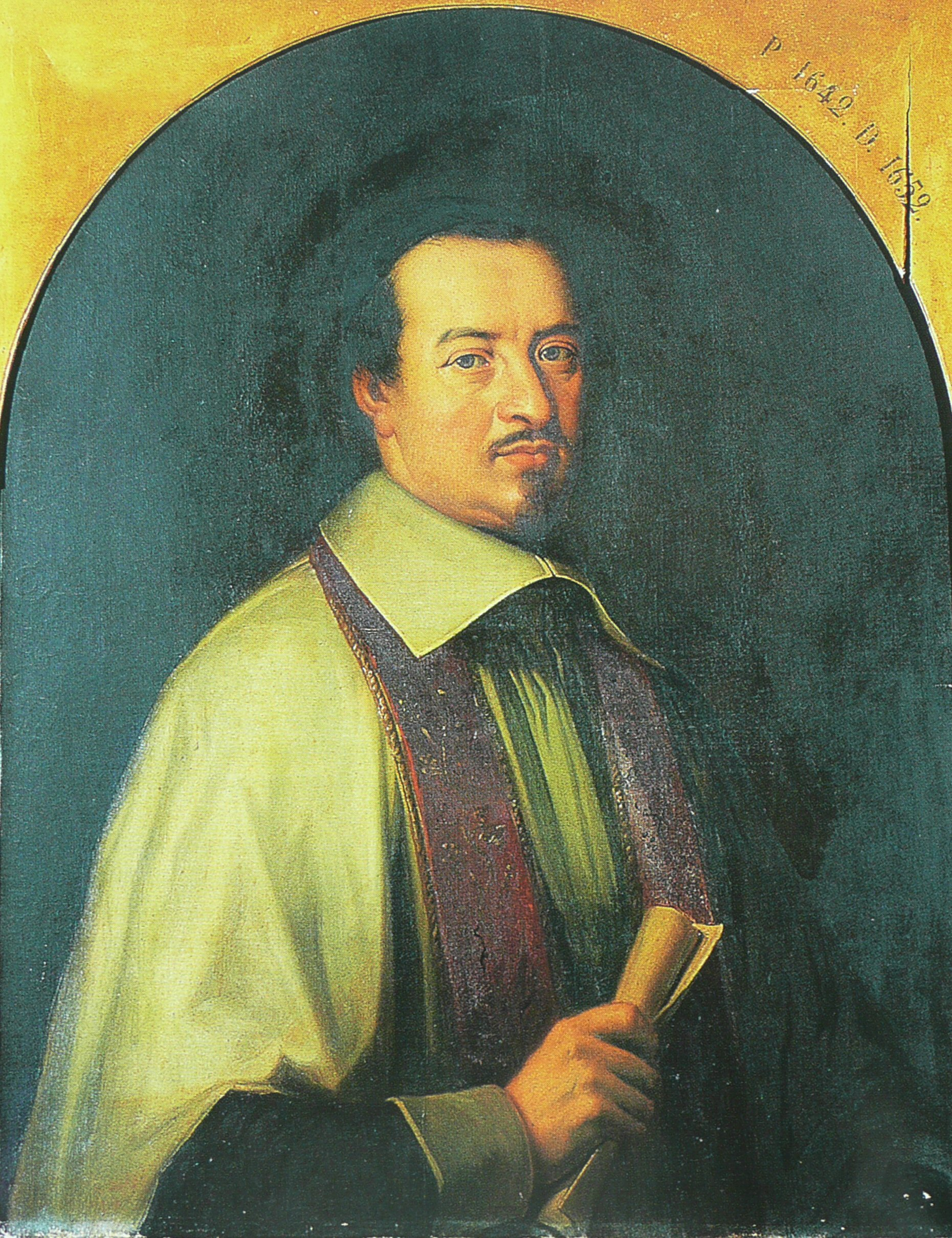
Основатель общества Ж.-Ж. Олье

Сульпициане, Общество священников Святого Сульпиция (фр. compagnie des prêtres de Saint-Sulpice, лат. Societas Presbyterorum a Santo Sulpitio, P.S.S.) — общество апостольской жизни, основанное в 1641 году французским священником Жан-Жаком Олье.

## История
История общества начинается с объединения нескольких священников во главе с Жан-Жаком Олье в общину с целью создания новой семинарии в парижском пригороде Вожирар. Годом позже эта община получила для служения парижскую церковь Сен-Сюльпис. По имени этой церкви и святого Сульпиция, в честь которого она освящена, новое общество получило своё название.
Первоначально деятельность сульпициан была сосредоточена исключительно на повышении качества подготовки французских священников и открытии новых семинарий с хорошим уровнем образования. Ситуация в этой области во Франции в начале XVII века была запущенной, многие епархии не имели семинарий, несмотря на решения Тридентского собора, а количество хорошо образованных священников было весьма мало. Кроме сульпициан деятельность по исправлению сложившегося положения вели кардинал Пьер де Берюль и святой Викентий де Поль. Идея Ж.-Ж. Олье состояла в подготовке в рамках общества священников, которые затем смогли бы работать в семинариях, при этом принесение монашеских обетов для них было бы необязательным. К 50-м годам XVII века сульпициане открыли множество епархиальных семинарий по всей Франции.
В 1659 году была утверждена конституция общества. В 1696 году сульпициане были утверждены Святым Престолом как конгрегация, в 1863 году их статус был изменён на общество апостольской жизни.
С середины XVII века помимо работы в семинариях сульпициане начали заниматься миссионерской деятельностью в Северной Америке. Община сульпициан приняла деятельное участие в заселении и управлении Новой Франции (в частности старого Монреаля) и других французских колоний.
Общество было запрещено во Франции после Великой Французской революции, сохранив при этом все североамериканские обители. В 1816 году Людовик XVIII восстановил общество во Франции и доверил ему руководство всеми семинариями страны. В XIX века сульпициане управляли также 10 семинариями в Северной Америке.
После Второго Ватиканского собора сульпициане расширили географию миссионерской деятельности, открыв в ряде стран Азии, Африки и Латинской Америки миссии и семинарии.

## Современное состояние
В настоящее время община разделена на три провинции — США, Канады и Франции. По данным на 2014 год конгрегация насчитывала 269 членов, все они, в соответствии с сутью общества, являются священниками. Обществу священников Святого Сульпиция принадлежат 25 обителей.